# Liste der Biografien/Burz
Liste der Biografien |
Portal Biografien |
Personensuche
# |
A |
B |
C |
D |
E |
F |
G |
H |
I |
J |
K |
L |
M |
N |
O |
P |
Q |
R |
S |
T |
U |
V |
W |
X |
Y |
Z |
?
 
Ba |
Be |
Bd |
Bg |
Bh |
Bi |
Bj |
Bl |
Bm |
Bn |
Bo |
Br |
Bs |
Bu |
Bw |
By |
Bz
 
Bua |
Bub |
Buc |
Bud |
Bue |
Buf |
Bug |
Buh |
Bui |
Buj |
Buk |
Bul |
Bum |
Bun |
Buo |
Buq |
Bur |
Bus |
But–Buz
 
Bura |
Burb |
Burc |
Burd |
Bure |
Burf |
Burg |
Burh |
Buri |
Burj |
Burk |
Burl |
Burm |
Burn |
Buro |
Burp |
Burq |
Burr |
Burs |
Burt |
Buru |
Burv |
Burw |
Burx |
Bury |
Burz
Die Liste der Biografien führt alle Personen auf, die in der deutschsprachigen Wikipedia einen Artikel haben. Dieses ist eine Teilliste mit 19 Einträgen von Personen, deren Namen mit den Buchstaben „Burz“ beginnt.

## Burz
- Burz, Adriana (* 1981), rumänische Tennisspielerin
- Burz-Tropper, Veronika (* 1984), römisch-katholische Theologin aus Österreich

### Burza
- Burza, Eduard (* 1967), deutscher Schauspieler, Synchronsprecher und Kampfchoreograf
- Burzan, Nicole (* 1971), deutsche Soziologin, Autorin und Hochschullehrerin
- Burzanović, Igor (* 1985), montenegrinischer Fußballspieler

### Burze
- Burzer, Jörg (* 1970), deutscher Manager
- Burzew, Michail Iwanowitsch (1956–2015), sowjetischer Säbelfechter und zweifacher Olympiasieger
- Burzew, Wladimir Lwowitsch (1862–1942), russischer Revolutionär
- Burzew, Wsewolod Sergejewitsch (1927–2005), sowjetischer Computeringenieur

### Burzi
- Burzio, Giuseppe (1901–1966), italienischer Geistlicher, römisch-katholischer Erzbischof und vatikanischer Diplomat

### Burzl
- Burzlaff, Hans (1932–2024), deutscher Mineraloge und Kristallograph
- Burzlaff, Manfred (1932–2015), deutscher Jazzmusiker (Vibraphon, Komposition)
- Bürzle, Erich (* 1953), liechtensteinischer Fußballspieler

### Burzo
- Burzoe, persischer Mediziner und Leibarzt von Chosrau I. sowie Gelehrter an der Akademie von Gundischapur

### Burzy
- Burzyńska, Łucja (1924–2017), polnische Theater- und Filmschauspielerin
- Burzyński, Adam Prosper (1755–1830), Bischof von Sandomierz
- Burzynski, Heinz (1910–1954), deutscher Jazz- und Unterhaltungsmusiker (Trompete) und Bandleader
- Burzyński, Stanisław (* 1943), US-amerikanischer Arzt und Biochemiker polnischer Herkunft
- Burzyński, Zbigniew (1902–1971), polnischer Ballonfahrer